# Harvest Moon: Magical Melody
Harvest Moon: Magical Melody (Bokujou Monogatari: Shiawase no Uta?) è un videogioco di ruolo sviluppato da Marvelous Interactive e pubblicato da Nintendo per Nintendo GameCube e Wii.

## Modalità di gioco
Il giocatore, al suo arrivo nel villaggio Bocciolo, dovrà scegliere un appezzamento di terreno (vicino all'oceano, sulle sponde del fiume, o al centro del villaggio) per iniziare la sua attività agricola. All'alba del secondo giorno, tre folletti si presenteranno dal nuovo arrivato supplicandolo di liberare la Dea delle Messi, trasformatasi in una statua di pietra poiché solo i folletti continuavano a credere in lei. Per riuscire nell'impresa, il giocatore dovrà recuperare 100 note musicali, superando alcune prove o soddisfacendo determinate condizioni. Harvest Moon: Magical Melody, simulatore di vita agreste, offre infatti al giocatore la possibilità di scegliere fra una gran numero di animali da allevare e di prodotti da coltivare, di instaurare rapporti di amicizia con gli altri abitanti (e anche di sposarsi e creare una famiglia), di partecipare ai numerosi festival e di esplorare una grotta per raccogliere minerali e oggetti preziosi.